# Адонис (растение)
Адо́нис, или горицвет (лат. Adōnis) — род растений семейства Лютиковые (Ranunculaceae), включающий в себя около 30 видов одно- и многолетних трав, распространённых в Европе и нежарких регионах Азии. Представители рода предпочитают прохладный климат с тёплым летом и хорошо растут в защищённом, солнечном месте.

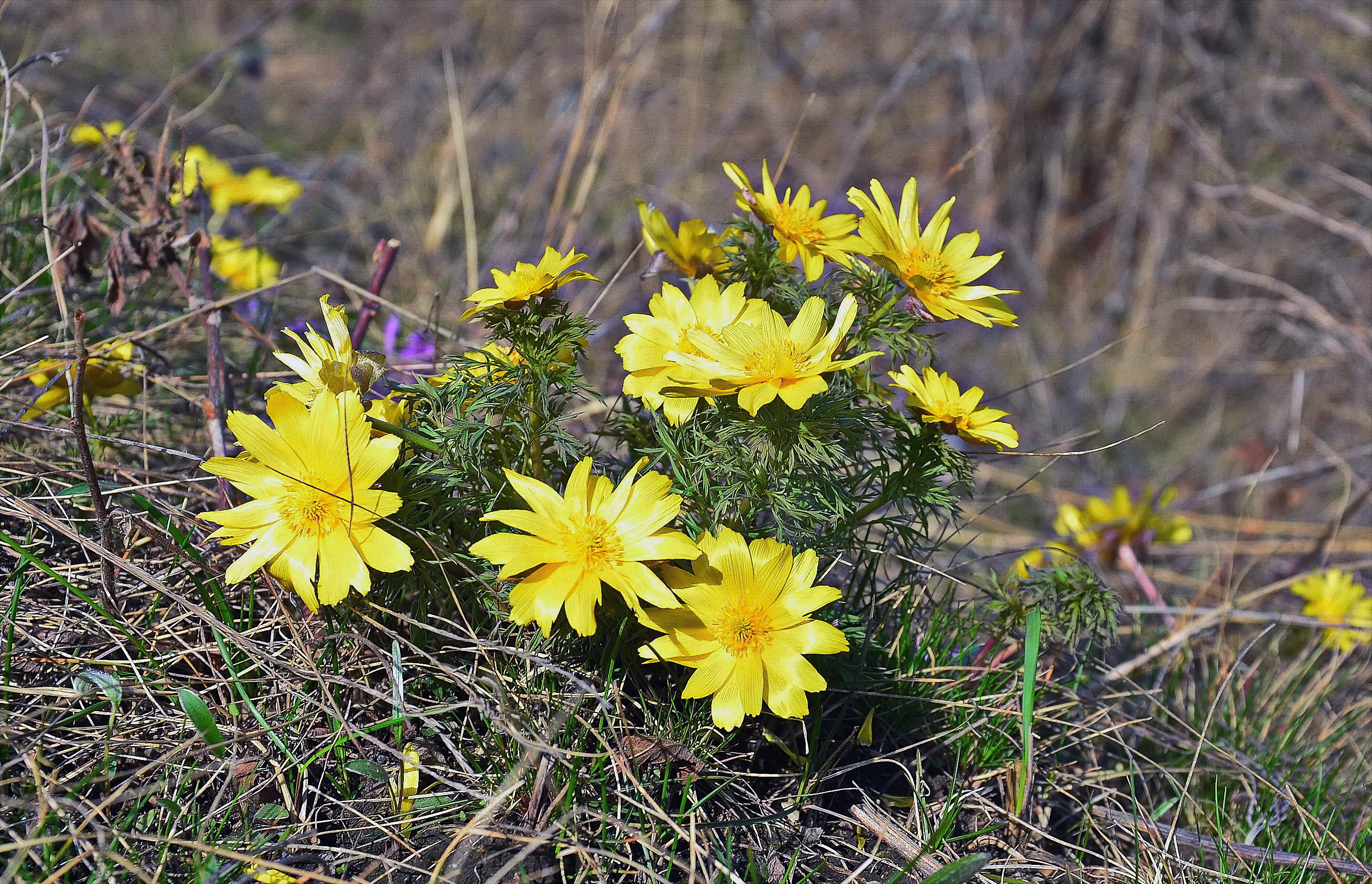
Горицве́т весенний

Некоторые авторы выделяют многолетние виды адониса в самостоятельный род Желтоцвет (Chrysocyathus).

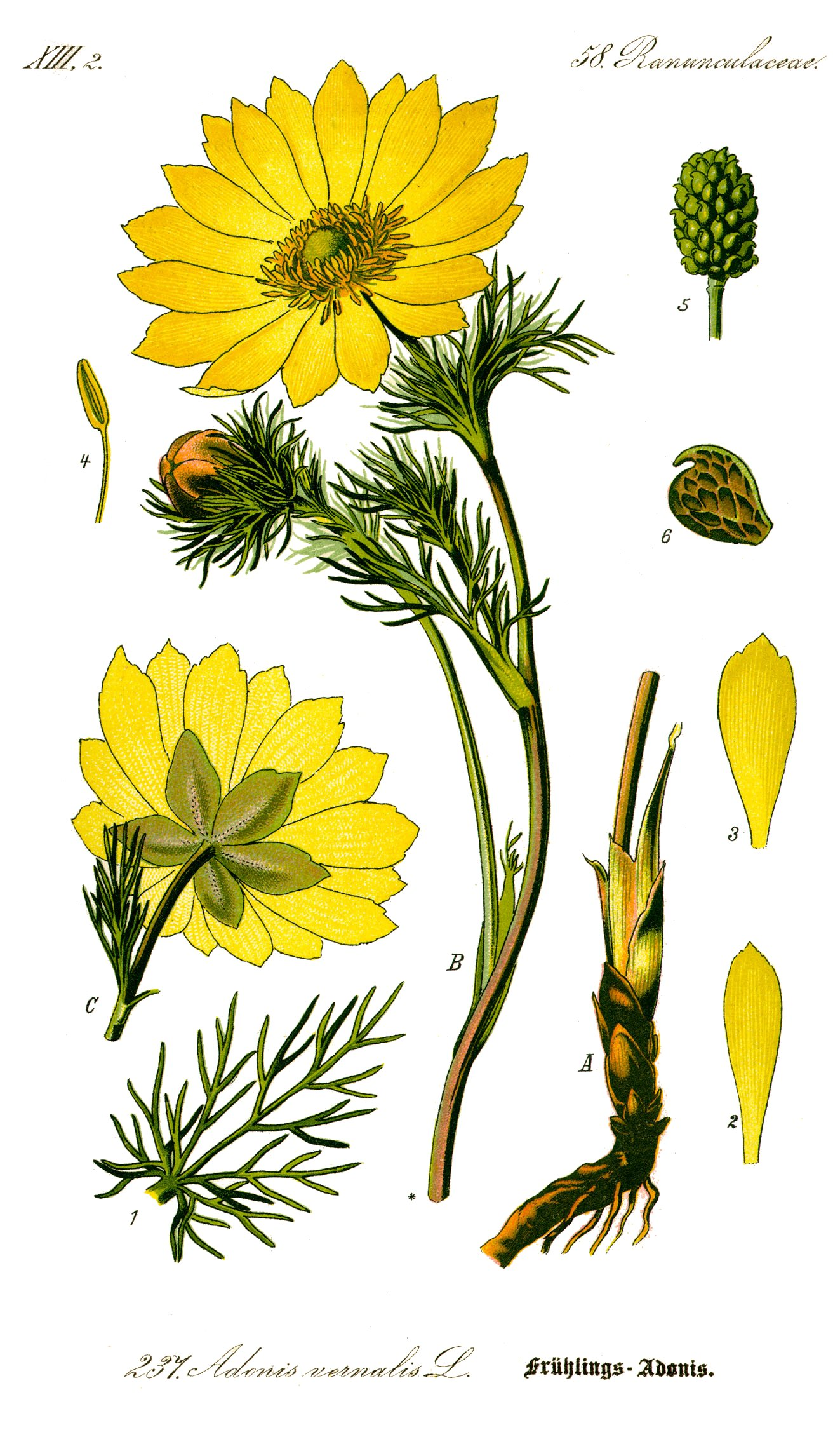
Адонис весенний.

## Происхождение названия
Латинское название образовано от греч. Αδωνις — имени сына кипрского царя Кинира. Адонис, согласно греческой мифологии, произошёл от слёз богини любви Афродиты, оплакивающей умирающего сына кипрского царя Кинира Адониса, кровь которого и придала цветкам растения их кроваво-красную окраску (виды Adonis aestivalis, Adonis annua и Adonis flammea).
По другим источникам, растение названо в честь ассирийского бога Адона.

## Хозяйственное значение и применение
Адонисы весенний, апеннинский, волжский, золотистый, туркестанский разрешены к медицинскому применению и перспективны для использования в качестве лекарственных средств. Основные действующие вещества — кардиотонические гликозиды из группы карденолидов: производные строфантидина, адонитоксигенина, адонитоксола и строфадогенина. Главные из них — цимарин, К-строфантин-р, адонитоксин, К-строфантозид. Из сырья получают кардиотонические препараты: настой, сухой экстракт, адонизид, адонис-бром и другие.

## Виды
По информации базы данных The Plant List (2013), род включает 32 вида:
- Adonis aestivalis L. — Адонис летний
- Adonis aleppica Boiss.
- Adonis amurensis Regel & Radde — Адонис амурский
- Adonis annua L. typus[1] — Адонис однолетний
  - [syn.  Adonis autumnalis L. — Адонис осенний]
  - [syn.  Adonis phoenicea Bercht. & J.Presl]
- Adonis apennina L. — Адонис апеннинский
  - [syn.  Adonis sibirica (Patrin ex DC.) Ledeb. — Адонис сибирский]
- Adonis bobroviana Simonov.
- Adonis chrysocyathus Hook.f. & Thomson — Адонис золотистый
- Adonis coerulea Maxim. — Горицвет голубой[3]
- Adonis cyllenea Boiss., Heldr. & Orph.
- Adonis davidii Franch.
- Adonis dentata Delile
- Adonis distorta Ten.
- Adonis eriocalycina Boiss.
- Adonis flammea Jacq. — Адонис пламенный
- Adonis globosa C.H.Steinb. ex Rech.f.
- Adonis × hybrida C.F.Wolff ex Nyman
- Adonis leiosepala Butkov
- Adonis microcarpa DC.
- Adonis mongolica Simonov. — Адонис монгольский
- Adonis multiflora Nishikawa & Koji Ito — Адонис многоцветковый
- Adonis nepalensis Simonov. — Адонис непальский
- Adonis palaestina Boiss. — Адонис палестинский
- Adonis pyrenaica DC. — Адонис пиренейский
- Adonis ramosa Franch.
- Adonis shikokuensis Nishikawa & Koji Ito
- Adonis sutchuenensis Franch. — Горицвет сычуаньский[3]
- Adonis tianschanica (Adolf) Lipsch. — Горицвет тяньшаньский[3]
- Adonis turkestanica (Korsh.) Adolf — Адонис туркестанский
- Adonis vernalis L. — Адонис весенний
- Adonis villosa Ledeb.
- Adonis wolgensis Steven — Адонис волжский

Ещё некоторое число видовых названий этого рода имеют в The Plant List (2013) статус unresolved name, то есть относительно этих названий нельзя однозначно сказать, следует ли их использовать как названия самостоятельных видов — либо их следует свести в синонимику других таксонов.